# مارکوس فوکس (بازیکن فوتبال)
مارکوس فوکس (انگلیسی: Markus Fuchs؛ زادهٔ ۲۴ فوریهٔ ۱۹۸۰) بازیکن فوتبال اهل آلمان است.
از باشگاه‌هایی که در آن بازی کرده‌است می‌توان به باشگاه فوتبال نورنبرگ و باشگاه فوتبال زاربروکن اشاره کرد.